# Patricia Puntous
Patricia Puntous is een Canadese voormalige triatlete en duatlete. In 1983 en 1984 werd ze tweede op de Ironman Hawaï. Beide keren achter haar tweelingzus Sylviane Puntous.
In 1986 kwam ze als eerste over de finish, maar werd toen gediskwalificeerd voor stayeren. Achteraf bleek op televisiebeelden dat de juri haar verwisseld had met haar tweelingzus Sylviane Puntous, en hierdoor dus de wedstrijd was gehaald. Uiteindelijk vielen ze op de finish huilend in elkaars armen.

## Belangrijke prestaties

### triatlon
- 1983:  Ironman Hawaï - 10:49.17
- 1984:  Ironman Hawaï - 10:27.28
- 1986: DNF Ironman Hawaï
- 1989: 5e WK olympische afstand in Avignon - 2:13.19

### duatlon
- 1999:  Canadees kampioenschap